# Stanislao Gatti
Stanislao Gatti (Napoli, 1820 – Benevento, 1870) è stato un filosofo italiano.

## Biografia
Nato a Napoli nel 1820 dal padre Stanislao e dalla madre Marianna De Nigro, data l'incertezza e la carenza di dati riguardanti la biografia è impossibile ricostruirne dettagliatamente la vita. Si riesce però a delinearne il pensiero grazie alla vastità dei suoi scritti anche in assenza di un'opera sistematica che li raccolga.
La sua formazione ebbe luogo a Napoli alla scuola di Basilio Puoti ed ebbe, come colleghi, Cusani e De Sanctis. Collaborò con Cusani al periodico Il progresso delle scienze, delle lettere e delle arti; successivamente intraprese, dal 1841 al 1862, l'attività di direttore del periodico Museo di letteratura e filosofia, mutato in seguito in Museo di scienza e letteratura, diventato il baluardo del pensiero hegeliano di Napoli.

### Pensiero
Le fondamenta del suo pensiero sono da ritrovarsi nell'eclettismo di Victor Cousin, sul quale scrisse Di una risposta di Vittore Cousin ad alcuni dubbi intorno alla sua filosofia. In quest'opera sostiene che vi sia un fondo di verità comune a tutte le scuole filosofiche e reputa indispensabile fonderle in un'unica sintesi.
Cominciò ad abbandonare le teorie cousiniane intorno al 1841 avvicinandosi in maniera decisa all'idealismo tedesco; da questa corrente filosofica nascerà la convinzione secondo la quale lo sviluppo interiore della coscienza e l'evolversi della storia provengono entrambe da un principio comune: la legge universale della ragione. Gatti, influenzato da Hegel e da Schelling, considera la filosofia attuabile solo all'interno della realtà storica in quanto è la scienza generale di tutto l'esistente.
Nel 1840 le autorità iniziarono un'attività di censura che colpì anche la filosofia del Gatti costringendolo a cambiare il titolo della sua rivista in Museo di scienza e letteratura, e a divulgare i suoi scritti fuori dalla realtà napoletana. Queste ragioni indirizzarono il pensatore napoletano verso l'estetismo, portandolo a criticare la dottrina aristotelica secondo cui l'arte è una riproduzione della natura, contrapponendole la filosofia hegeliana che ritiene l'arte riproduzione del sovrasensibile, delle idee; frutto di questo periodo sono gli scritti Pensieri sulle arti, Dell'arte, Della poetica di Aristotele.
Nel 1846 pubblica la sua opera principale Della filosofia in Italia, nella quale si sofferma sul pensiero e la cultura italiani contestualizzandoli nella filosofia europea. Esauritosi il periodo florido della diffusione della scuola hegeliana, la rivista del Gatti andò incontro ad un lento declino e fallì anche nella creazione di una nuova testata editoriale chiamata Rivista napoletana di politica, letteratura, scienze, arti e commercio.

## Opere
- Di una risposta di Vittore Cousin ad alcuni dubbi intorno alla sua filosofia (1838)
- Della scienza fenomenologica (1840)
- Fichte e la Dottrina della scienza (1843)
- La filosofia della storia in Grecia (1846)
- Schelling e l'idealismo trascendente (1846)
- Pensieri sulle arti (1847)
- Vita e filosofia di T. Campanella (1857)
- Della poetica di Aristotile (1859)
- Il Bhagavad-Gita. Poema metafisico indiano tradotto da S. Gatti (1859)
- Scritti varii di filosofia e letteratura, 2 voll. (1861)[2]
- La rivoluzione italiana (1866)[3]